# Georg Detharding (Mediziner, 1671)

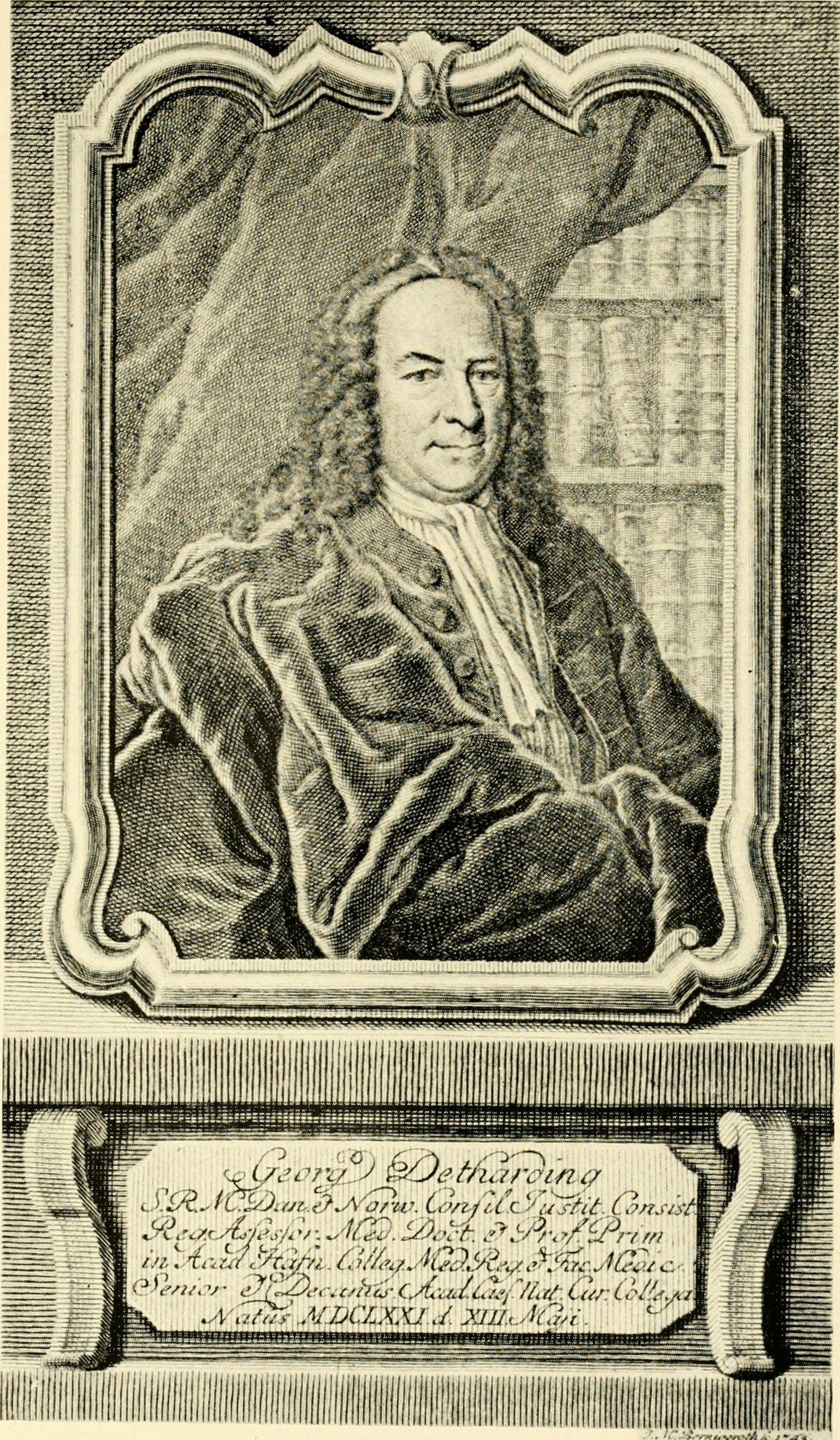
Georg Detharding, Stich von Johann Martin Bernigeroth (1745)

Georg Detharding (* 13. Mai 1671 in Stralsund; † 23. Oktober 1747 in Kopenhagen) war ein deutscher Mediziner.

## Leben
Georg Detharding entstammte der bekannten Arztfamilie Detharding, die in 6 Generationen Ärzte hervorgebracht hatte.  Sein Urgroßvater Michael Detharding und auch sein Vater Georg Detharding waren Ärzte in Stralsund, der Vater wurde später Leibarzt des Herzogs von Mecklenburg in Güstrow. Schon als Elfjähriger wurde er im November 1682 an der Universität Rostock immatrikuliert. Im Februar 1688 erneuerte er die Immatrikulation und begann sein Studium der Medizin, das er in Leyden fortsetzte. Danach machte er eine wissenschaftliche Reise durch England, Frankreich, Deutschland und Italien. Nach seiner Rückkehr promovierte er an der Universität Altdorf. Im Februar 1696 erhielt er einen Ruf als Professor der Medizin und höheren Mathematik an die Universität Rostock. Am 14. Juni 1714 wurde Georg Detharding mit dem akademischen Beinamen Andronicus II als Mitglied (Matrikel-Nr. 306) in die Kaiserlich Leopoldinisch-Carolinische Akademie der Naturforscher aufgenommen. In den 35 Jahren seines Wirkens in Rostock war er vier Mal Rektor der Universität. 1732 folgte er einem Ruf an die Universität Kopenhagen, wo er bis zu seinem Tod tätig war und 1734/35 sowie 1743/44 als Rektor amtierte. Auch während seiner Tätigkeit in Kopenhagen ließ er seine Matrikel an der Universität Rostock mehrfach erneuern (1735, 1741, 1746). Er verfasste zahlreiche wissenschaftliche Schriften in seinem Fachgebiet. Einer seiner Schüler war der dänische Mediziner Severin Hee.

### Nachfahren
Georg Detharding war ab 1697 verheiratet mit Maria Reusch (1674–1748), der Ehe entstammten sieben Kinder.
Sein Sohn Georg Christoph Detharding folgte ihm als Mediziner und Hochschullehrer, der Sohn Georg Wilhelm wurde 1765 Lübecker Bürgermeister und Georg August Detharding wurde Professor für Recht und Geschichte am Christianeum in Altona.

## Schriften (Auswahl)
- De methodo subveniendi submersis per laryngotomiam. 1714 (abgedr. in Haller, Diss. chirurg. II. 427), in der er erstmals die Laryngotomie[10] zur Abwendung der Erstickungsgefahr Erkrankter anrät;
- De febribus Eyderostadiensibus epidem. etc. 1735 (abgedr. in Haller, Diss. pract. V. 255), „eine gute Schilderung der holstein’schen Marschfieber nach den Beobachtungen im J. 1732“.[10]